# You Kill Me (One Dimensional Man)
You Kill Me è il terzo album del gruppo veneto One Dimensional Man, pubblicato nel 2001. Del brano You Kill Me fu girato un video clip, il primo per la band, (per la regia di G. Cecinelli / Digital Desk, Roma), trasmesso da diverse emittenti musicali (MTV, Rete A, All Music, Rock TV).
L'album è stato pubblicato in CD dalla Gamma Pop e in vinile in edizione limitata da 220 grammi dalla Wallace Records.

## Tracce
1. Saint Roy – 2:04
2. I Can't Find Anyone – 2:11
3. This Man In Me – 1:27
4. No North – 2:36
5. Babylon – 3:04
6. The Old Worm – 1:59
7. Inferno – 1:21
8. Sad Song – 2:46
9. Lovely Song – 2:02
10. It Hurts – 1:34
11. Elvis – 2:43
12. You Kill Me – 4:08
13. Oh Oh – 3:27
14. Broken-Bones-Valtz – 5:21

## Formazione
- Pierpaolo Capovilla - voce, basso
- Giulio Ragno Favero - chitarra
- Dario Perissutti - batteria